# VEB 아레나
VEB 아레나(러시아어: ВЭБ Арена) 또는 아레나 CSKA는 러시아 모스크바에 있는 다목적 경기장이다. 2007년에 착공하여, 2016년에 공식적으로 개장하였다. CSKA가 소유·사용 중이다. 경기장은 버치 그 로브 공원 (Park of Birch Grove)의 Khodynka Field 근처에 위치하고 있다.
건설 과정은 2007년에 시작되어 여러 번 중단되었으며, 가장 긴 일시 중지 기간은 16개월 (2009년에서 2011년 사이)이다.
경기장은 30,000명의 수용할 수 있다. UEFA 컵을 닮은 초고층 건물이 2005년 처음으로 CSKA가 Sporting CP를 물리 치고 러시아 클럽에서 우승 한 유럽 트로피를 획득했다. 높이 142m의 초고층 건물은 구석에 세워져 있지만, 나머지 3구도 일반 스탠드 대신 사무 공간과 스카이 박스가 있다. 1,400자리의 주차장 공간이 있다.
친선 경기첼시는 2016년 8월 7일 CSKA의 새로운 경기장을 공식적으로 발표 할 예정 이었으나 경기는하지 않았다.
2016년 9월 10일,아레나 CSKA을 개장하였다.
2017년 2월 28일, 아레나 CSKA은 VEB 아레나로 러시아 은행에 VEB 아레나로 지정한다고 발표했다.